# Каравела SE-210
Каравела SE-210 је путнички авион француске производње на млазни погон намењен кратком и средњолинијском транспорту путника. Производила га је француска фирма Сид Авијасјон (фр. Sud Aviation). Каравела је била један од најуспешнијих европских млазних авиона прве генерације. Била је прва и препознатљива по моторима смештеним на задњем делу трупа што је касније коришћено код многих других авиона.

## Пројектовање и развој
Каравела SE-210 је авион металне консртукције са два млазна мотора смештена на задњем делу трупа иза путничке кабине што у великој мери смањује буку у њој. Ова концепција конструкције авиона показала се као добро решење па је прихваћена и коришћена код многих других авиона. Срајни трап је типа трицикл са две ноге са по четири точка испод сваког крила и једном ногом испод кљуна авиона са два точка. Авион је имао добра аеродинамичка својства што се одразило на његову поузданост и безбедност. 
Пројект на овој врсти авиона је почет још 1946. године али се због недостатка средстава као и због падова првог путничког млазног авиона де Хевилендовог Комета (због откривеног феномена замора материјала) пројектовање израда прототипа и тестирање прилично одужило. Прототип Каравеле је направљен у два примерка и поред тога направљене су две носеће структуре авиона ради испитивања на замор материјала и то према захтеву француског комитета за цивилно ваздухопловство. Први прототип Каравеле изашао је из фабрике 21. априла 1955, а први лет је обављен 27. маја 1955. године. У употребу је уведен 1959. године. Када су пристигле прве значајне поруџбине, око производње Каравеле SE-210 1957. године су се ујединиле две фирме Сид-Ест и Суд-Оест и напавиле нову фирму Сид Авијасион. Коришћење Каравеле SE-210 је трајало преко 46 година. Наменски је пројектован као путнички авион и све је у њему било подређено удобности путника. У току коришћења вршена су побољшања тако да је постојало 12 типова ових авиона. Авион је био намењен кратким и средњим линијама и могао је да пренесе 80 до 140 путника у зависности од варијанте.

### Варијанте авиона Каравела
- Каравела I - је веома слична прототипу. Први лет јој је био 14. маја 1958. године а први комерцијални лет на релацији Париз-Рим-Атина-Истанбул десио се 2.0.4.1959. године.
- Каравела IA - ова варијанта је веома слична претходној разлика је у мотору који је од истог произвођача (Ролс Роис) али други тип који је побољшао карактеристике авиона.
- Каравела III - је даље усавршавање са побољшаним мотором истог произвођача (РР) са већим потиском. Ово је уједно и варијанта која је произведена у највећем броју промерака у односу на остале варијанте Каравеле.
- Каравела  - је варијанта која је побољшана у односу на претходну повећањем потиска мотора.
- Каравела  - је варијанта код које је први пут у свету код путничких авиона примењено скретање издувних гасова млазног мотора у циљу кочења авиона, поред тога уграђене су јој на крилима ваздушне кочнице и избачен кочиони падобран који се користио у претходним варијантама. Поред тога побољшан је кочиони систем и повећани прозори у пилотској кабини.
- Каравела  - је варијанта у коју је уграђен Џенерал Електриков мотор GE CJ-805 у циљу продаје на америчком тржишту, нажалост остало је само на прототипу.
- Каравела  - је варијанта направљена само у једном примерку као покушај пробоја на америчко тржиште. Путничка кабина је подигнута за 200 mm, модификована су крила и закрилца. Ни ова варијанта није могла да издржи конкуренцију DC-9.
- Каравела  (Супер Каравела) - је развијена на основу искуства стечених на пројектовању варијанте 10A уграђен је снажнији мотор Прат&Витни, труп је продужен за 1,4m и на тај начин направљено места за 105 путника, а такође су модификована и крила.
- Каравела 10R - је направљена комбинацијом варијанти 10B и VI-R тако да је добијен мањи авион са снажнијим погоном и повећаном укупном тежином.
- Каравела  - је варијанта која је омогућила комбинацију превоза путника и терета јер је имала уграђена већа врата.
- Каравела  (Супер Каравела) - је последња варијанта Каравеле настала је на основу варијанте 10B али са знатно дужим трупом и могла је да превезе 140 путника.

## Карактеристике авиона Каравела
| Каравела SE-210 Tip: |                 |                    |                  |           |           |                |                   |                  |                 |
| Капацитет путника    | до 80           | до 80              | до 80            | до 80     | до 80     | до 80          | до 105            | до 99            | до 140          |
| Највећа тежина       | 43.500          | 43.500             | 46.000           | 48.000    | 50.000    | 52.000         | 52.000            | 52.000           | 58.000          |
| Долет                | 1.700           | 1.700              | 1.700            | 2.350     | 2.300     | 3.455          | 2.300             | 2.300            | 3.465           |
| Брзина крстарења     | 805             | 805                | 805              | 845       | 845       | 800            | 800               | 800              | 800             |
| Дужина               | 32,01           | 32,01              | 32,01            | 32,01     | 32,01     | 32,01          | 33,01             | 32,71            | 36,24           |
| Распон крила         | 34,3            | 34,3               | 34,3             | 34,3      | 34,3      | 34,3           | 34,3              | 34,3             | 34,3            |
| Висина авиона        | 8,72            | 8,72               | 8,72             | 8,72      | 8,72      | 8,72           | 8,72              | 8,72             | 9,02            |
| Произвођач мотора    | Ролс Роис       | Ролс Роис          | Ролс Роис        | Ролс Роис | Ролс Роис | Прат&Витни     | Прат&Витни        | Прат&Витни       | Прат&Витни      |
| Тип мотора           |                 |                    |                  |           |           |                |                   |                  |                 |
| Снага мотора         | 47,60           | 47,60              | 51,70            | 55,35     | 57,15     | 60,00          | 63,50             | 63,50            | 65,77           |
| Први лет             | 2. априла 1959. | 11. фебруара 1960. | 15. априла 1960. | 01.1961.  | 6.02.1961 | 31. јула 1965. | 31. августа 1964. | 21. априла 1967. | 12. марта 1971. |
| Произведено          | 20              | 12                 | 78               | 53        | 56        | 20             | 22                | 6                | 12              |

## Оперативно коришћење

### коришћење у свету
Каравела је био веома успешан путнички авион. То је био први путнички млазни авион наменски пројектован за путнички саобраћај (до тада су обично бомбардери редизајнирани у путничке или транспортне авионе). Направљено је укупно 282 примерака ових авиона, летео је широм света и постигао добре економске резултате како за њеног произвођача тако и за авио-компаније које су га користиле. Каравелу је користило 88 авио-компанија и 12 земаља за потребе војног ваздухопловства и превоз високих државних и војних личности.

### коришћење код нас
Прва Каравела SE-210 коју је ЈАТ купио, слетела је на београдски аеродром 8. марта 1962. године (15. фебруара 1963). То је био први путнички авион на млазни погон који је коришћен у југословенском путничком саобраћају. Стога су овај авион и овај датум тако значајни за нас и нашег националног превозника ЈАТ-а. Увођењем Каравеле SE-210 у флоту, ЈАТ је прескочио фазу турбоелисних путничких авиона и директно ушао у фазу коришћења млазних путничких авиона и тиме ухватио корак са авио-компанијама које су користиле најсавременије авионе. До априла 1963. године ЈАТ је укључио још две Каравеле и на тај начин повећао за 59% своје укупне капацитете а за 75% повећао капацитете у међународном путничком саобраћају, што је омогућило отварање нових међународних линија и даље повећање броја превезених путника. Друга Каравела је стигла 27. фебруара, мало након што је она прва летела од Београда до Загреба (у званичном саобраћају од априла). У периоду од 1962. до 1976. године у флоти ЈАТ-а је коришћено 7 авиона типа Каравела, једна Каравела је изложена у Музеју ваздухопловства на Аеродрому „Никола Тесла“ у Београду.
Поред Каравела које је користио ЈАТ, још једна југословенска авио-компанија Инекс Адриа Авиопромет је имала једну Каравела SE-210 III. За потребе председника републике Тита ЈРВ имало је такође један авион типа Каравела.